# Losgna indica
Losgna indica är en stekelart som beskrevs av Heinrich 1965. Losgna indica ingår i släktet Losgna och familjen brokparasitsteklar. Inga underarter finns listade i Catalogue of Life.